# Isla Vanier
Isla Vanier (conocida en Canadá por su nombre francés Île Vanier)  es una de las islas del archipiélago ártico canadiense en el territorio de Nunavut. Situada en las coordenadas geográficas 76°10′N 110°15′O / 76.167, -110.250, tiene una superficie de 1.126 km² (46ª del país y 30ª de Nunavut). Hacia el norte, a través del estrecho Arnott (Arnott Strait), está la isla Cameron y al sur, a través del estrecho de Pearse (Pearse Strait), está la isla Massey.
Adam Range  alcanza elevaciones superiores a los 220 m.
Recibió el nombre de Vanier, en honor de un gobernador general de Canadá llamado Georges Vanier.